# Camptopoeum mirabile
Camptopoeum mirabile är en biart som beskrevs av Morawitz 1875. Camptopoeum mirabile ingår i släktet Camptopoeum och familjen grävbin. Inga underarter finns listade.